# Jordan Alexander

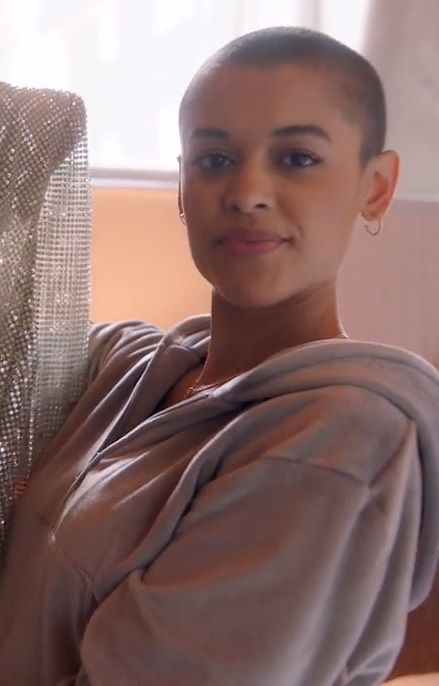
Jordan Alexander, 2021

Jordan Alexander (* 27. Juli 1993 in Toronto, Kanada) ist eine kanadische Schauspielerin und Sängerin.

## Leben und Karriere
Alexander wurde 1993 in Toronto geboren. Ihre erste professionelle Schauspielrolle hatte sie 2008 in dem Film Tortured.
2018 trat sie beim Toronto Pride Festival als Sängerin auf. Am 5. Juni 2020 veröffentlichte sie ihre Single You.
In der Neuauflage von Gossip Girl ist sie als Julien Calloway zu sehen.

## Filmografie
- 2010: Teen Buzz (Fernsehserie)
- 2010: Rookie Blue (Fernsehserie)
- 2016: Unbury the Biscuit (Miniserie)
- 2020: Sacred Lies (Fernsehserie)
- 2021–2023: Gossip Girl (Fernsehserie)